# Фелікс Беато
Фе́лікс Беа́то, Фелі́че Беа́то (англ. Felix Beato, італ. Felice Beato; 1832, Венеція — 29 січня 1909, Флоренція) — британський фотограф італійського походження, мандрівник та один із перших фотографів, які почали знімати Східну Азію, а також один із перших військових фотографів.
Відомий своїми краєвидами, жанровими роботами, портретами та ландшафтами Середземномор'я та Азії. Його роботи висвітлюють Кримську війну, Індійське національне повстання 1857 року, Другу опіумну війну та Війну Босін.
Роботи Фелікса Беато мали величезний вплив на творчість інших фотографів, зокрема на роботи фотохудожників Японії та становлення жанру фоторепортажу.

## Походження
Довгий час точні дати народження і смерті Фелікса Беато були невідомі. Лише в 2009 році було знайдено його свідоцтво про смерть, з якого стало відомо, що він народився у 1832 році у Венеції. Ще в перші роки життя (в 1833 або 1834 році) він опинився на острові Корфу на території Об'єднаних Штатів Іонічних Островів, яке було протекторатом британського уряду. Однак ще в 1797 році Корфу був територією Венеційської республіки, потім володінням Франції і тільки в 1815 році перейшов під британське управління. Тому у деяких історичних записах Беато вказується як італієць. Однак він був британським підданим італійського походження.
Існує дві серії фотографій, які підписані відповідно «Felice Antonio Beato» та «Felice A. Beato». Довгий час вважалося, що це один фотограф, який в приблизно однаковий час був в двох віддалених місцях, наприклад в Єгипті та Японії. Але в 1983 році Чантал Едел довів, що під підписом «Felice Antonio Beato» містяться роботи двох братів: Фелікса Беато та Антоніо Беато, які час від часу працювали разом та використовували один і той самий підпис.

## Ранні роки
Фелікс Беато придбав свою першу фотокамеру у Парижі в 1851 році. 1850 року на Мальті Беато зустрічає фотографа Джеймса Робертсона, який до цього працював гравірувальником в імперському османському монетному дворі. 1851 року вони разом їдуть до Константинополя. 1853 року Робертсон і Беато стають партнерами і починають фотографувати разом, в цьому ж або ж в 1854 році вони відкривають власну фірму і називають її «Робертсон та Беато». В Константинополі відкривається їхня фотостудія.
У 1854 році вони разом з братом Беато — Антоніо вирушають на Мальту, в 1856 році вдо Греції і в 1857 році до Єрусалима. Велика кількість фотознімків підписана «Робертсон, Беато і Ко», де під Ко ймовірно мається на увазі саме Антоніо.
Наприкінці 1854 або на початку 1855 року Джеймс Робертсон одружився з сестрою братів Беато — Леонідою Марією Матільдою Беато. У них було 3 дочки: Катерина Грейс (1856 року народження), Едіт Маркон Вердженс (1859 року) та Хелен Беатрук (1861 року).

## Кримська війна

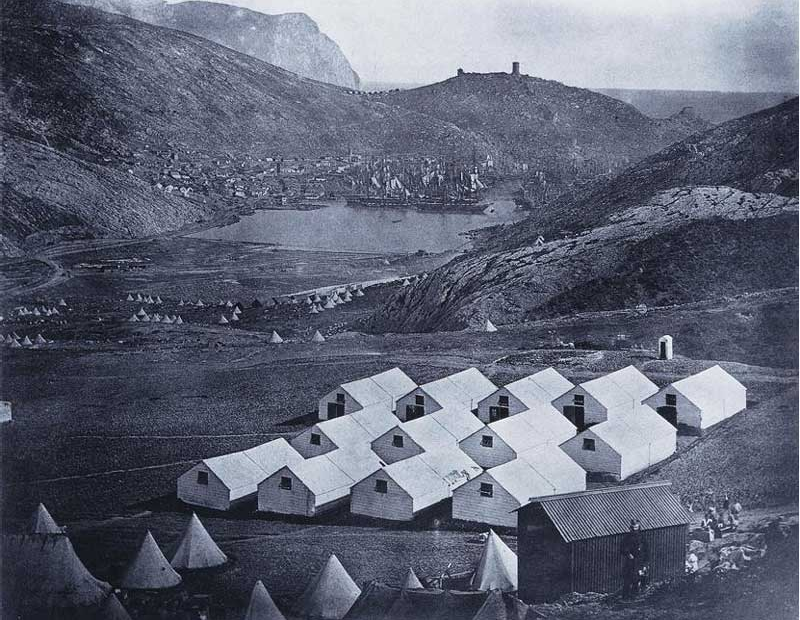
Військовий табір біля Балаклави напередодні Балаклавської битви під час Кримської війни. (Альбуміновий срібний друк, 1855 рік)

У 1855 році Фелікс Беато і Джеймс Робертсон вирушили до Криму в Балаклаву. Фелікс Беато був військовим фотографом Кримської війни, в своїх фотоальбомах він намагався гранично точно відтворити хронологію подій, навіть якщо знімання було непослідовним.
Варто відзначити, що технічні можливості того часу були обмеженими, тому фотографії були статичні і не могли передати, наприклад, тріумф після перемоги або біль і страждання переможених, хоча саме цього хотів Беато.
Загалом за цю подорож дует зробив близько 60 фотографій.

## Індія

Інтер'єр палацу Сікандар Баг в Лакхнау після вбивства 2 тис. індійських повстанців британськими військами. (Альбуміновий срібний друк, березень 1858 року.)

У лютому 1858 року Беато приїжджає до Калькутти і подорожує Північною Індією, щоб задокументувати наслідки індійського національного повстання 1857 року. Протягом цього часу він, можливо, вперше сфотографував трупи. Є думка, що принаймні на одній його фотографії палацу Сікандар Баг в Лакнау він відкопував і перекладав залишки індійських повстанців таким чином, щоб посилити драматичний ефект. Також він відвідав міста: Делі, Канпур, Мірут, Варанасі, Амрітсар, Аґра, Шімла і Лахор.
У липні 1858 року до Фелікса Беато приїхав його брат Антоніо, який пізніше, у грудні 1859 року, залишив Індію через проблеми зі здоров'ям. Антоніо Беато зупинився в Єгипті в 1860 році, де через два роки в 1862 році відкрив фотостудію у Фівах.
Варто пам'ятати, що Беато був комерційним фотографом, а фотостудії в той час приносили значно більший і стабільніший прибуток, ніж дослідні хронологічні фоторепортажі. 1859 року Фелікс Беато відкрив фотостудію в Калькутті. Як і інші комерційні фотографи того часу, у фотостудії Фелікс Беато займався тиражуванням своїх знімків.
Технологія тиражуванням являла собою наступну послідовність дій: готові зображення прикріплялись на гладку поверхню за допомогою спеціальних кнопок та повторно фотографувались. Внаслідок цього на деяких його фотографіях по краях залишилися круглі сліди від кнопок, також, природно, що з кожним новим кадром втрачалася якість знімків, деталі стиралися і фотографія ставала розмитою.

## Китай
У 1860 році Беато покинув фірму «Робертсон та Беато», хоча Робертсон продовжував використовувати цю назву до 1867 року. Фелікс Беато з Індії виїхав фотографувати англо-французьку військову експедицію в Китай під час Другої Опіумної війни. Він прибув до Гонконгу в березні і відразу приступив до фотографування міста і його околиць та сусідніх міст, наприклад Гуанчжоу. Роботи Фелікса Беато є одними з найперших фотографій Китаю.
Перебуваючи в Гонконзі, Беато зустрів англійського художника, ілюстратора і кореспондента газети The Illustrated London News (Ілюстровані новини Лондона) Чарльза Віргмана. Обоє супроводжували англо-французькі сили до затоки Даляньвань, і пізніше в Бейтан до фортець Дагу в гирлі річки Хайхе і у Пекін до околиць Літнього палацу. Ілюстрації Чарльза Віргмана для газети The Illustrated London News часто ґрунтувалися на фотографіях Фелікса Беато, зроблених по дорозі.

### Фортеці Дагу

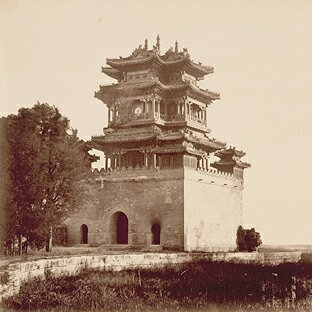
Бельведер Бога Літератури, Літній Палац. (жовтень 1860 року)

Фотографії Другої Опіумної війни Фелікса Беато стали першим документом цієї військової кампанії. Його зображення фортець Дагу показують наративний підхід до відтворення боїв. Знімки показують підходи до фортів, наслідки бомбардувань стін та фортифікацій, руйнування в фортецях, включаючи тіла загиблих китайських солдатів. В альбомах знімки розташовані таким чином, щоб відтворити послідовність бою.
Те, що Фелікс Беато знімав, як правило, загиблих китайців і ніколи не знімав загиблих британців чи французів, показує його манеру ідеологічної фотожурналістики. Як результат, фотографії являють собою зображення військових успіхів і військової могутності британського імперіалізму. Це можна пояснити тим, що основними покупцями його робіт були британські солдати, колоніальні адміністратори, торговці і туристи. У Великій Британії знімками Беато виправдовували опіумні війни, а також інші колоніальні війни. Фото Фелікса Беато формували громадську думку про країни Сходу.

### Літній палац
У Літньому палаці, приватній резиденції Китайського імператора, що знаходиться біля Пекіну, Фелікс Беато зробив серію фотографій, включаючи знімки павільйонів палацу, храмів, озера та садів.
На деяких з них, зроблених в період з 6 по 18 жовтня 1860 року, можна побачити нині втрачені будівлі, спалені Першою британською дивізією за наказом Лорда Елгіна як акт помсти за тортури і вбивство 20 членів Об'єднаної дипломатичної місії. Серед останніх знімків Фелікса Беато в Китаї були портрети лорда Елгіна, який прибув до Пекіну для підписання Пекінського трактату, і Принца Кунга, який розписувався за імператора Сяньфена.

## Велика Британія
Беато повернувся до Англії у листопаді 1861 року і протягом зими продав більше 400 фотографій Індії та Китаю комерційному фотографу Генрі Герінгу. Герінг скопіював і перепродав знімки. Вартість колекції знімків Китаю Фелікса Беато в 1867 році перевершувала середній річний дохід в Англії та Уельсі, а вартість колекції знімків Індії перевершувала його майже вдвічі (відповідно 37,8 та 54,8 фунтів стерлінгів).

## Японія

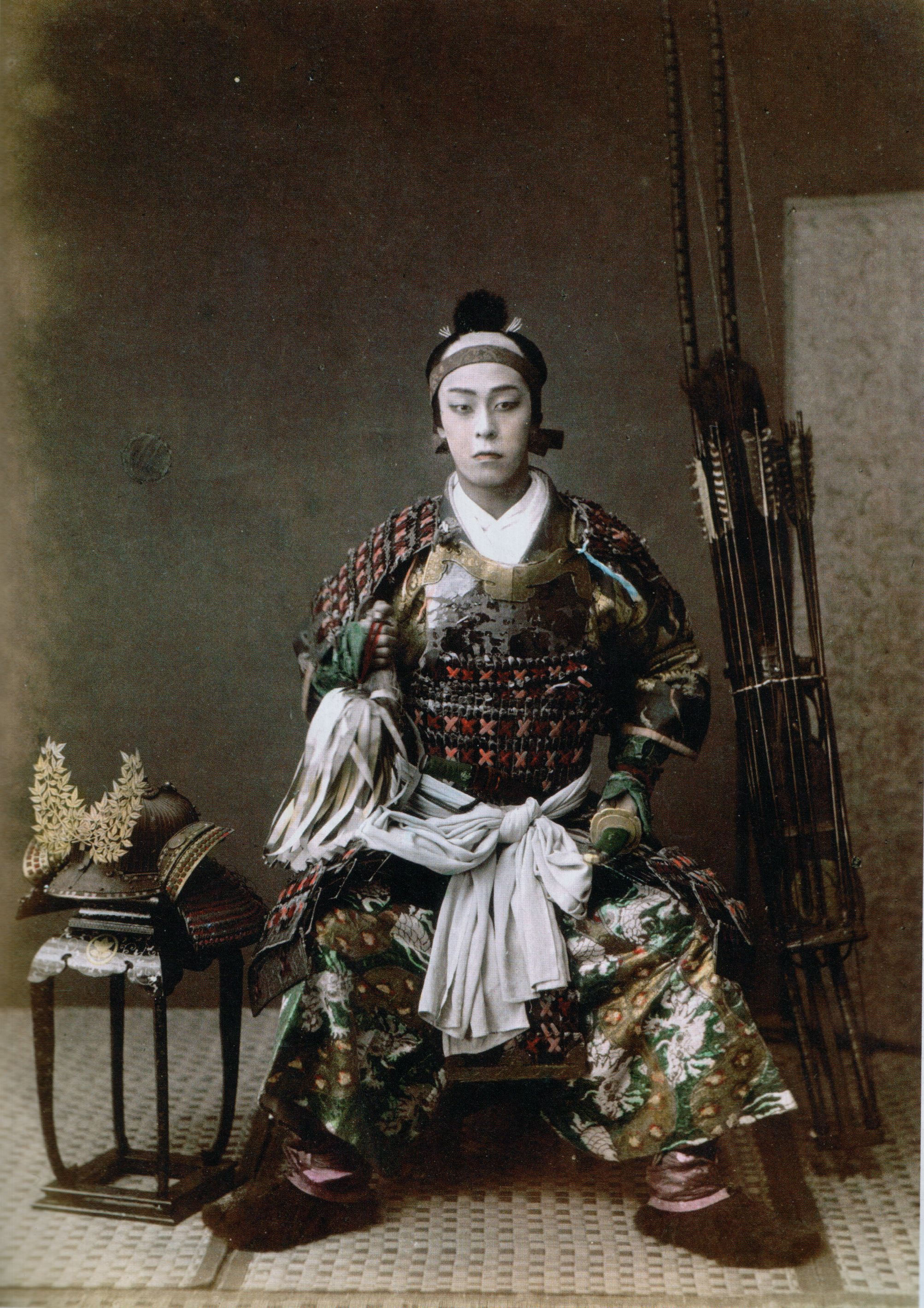
Самурай. (1867 рік)

У 1863 році Беато вирушив до Йокогами в Японії, де приєднався до Чарльза Віргмана, який перебував там з 1861 року. Вони організували фірму «Беато та Віргман, художники і фотографи», яка існувала з 1864 по 1867 рік. Віргман знову робив малюнки з фотографій, зроблених Беато, в той час як Фелікс Беато фотографував деякі нариси та роботи Віргмана.
Японські фотографії Беато включають портрети, жанрові фотографії, пейзажі, панорами міст, а також панорами однієї з п'яти найважливіших доріг періоду Едо: Токайдо, що часто з'являлася на малюнках укійо-е японських художників Утаґави Хіросіґе та Кацусіки Хокусая. Це був дуже важливий час для фотографування, оскільки іноземний доступ в країну був дуже обмежений сьоґунатом. Знімки Фелікса Беато унікальні не тільки через їх якість, а й рідкість фотографічних зображень Японії періоду Едо.
Перебуваючи в Японії, Беато активно працював. У вересні 1864 року він був офіційним фотографом військової експедиції до Сімоносекі. У наступному році Беато зробив серію пейзажів міста Наґасакі і його околиць. З 1866 року з робіт Фелікса Беато дуже часто малювали карикатури в газеті Японський Удар.
У жовтні 1866 року пожежа знищила більшу частину Йокогами, Беато втратив свою студію і негативи. Наступні два роки він, відтворюючи втрати, старанно працював, створюючи новий матеріал. Результатом стали два томи фотографій: Національні типи, що містять 100 портретних і жанрових робіт, а також Види Японії, що містять 98 пейзажів та міських панорам. Багато фотографій були розфарбовані вручну за допомогою поліпшеної японської акварельної техніки і техніки гравюри на дереві, що застосовувалась у європейській фотографії.

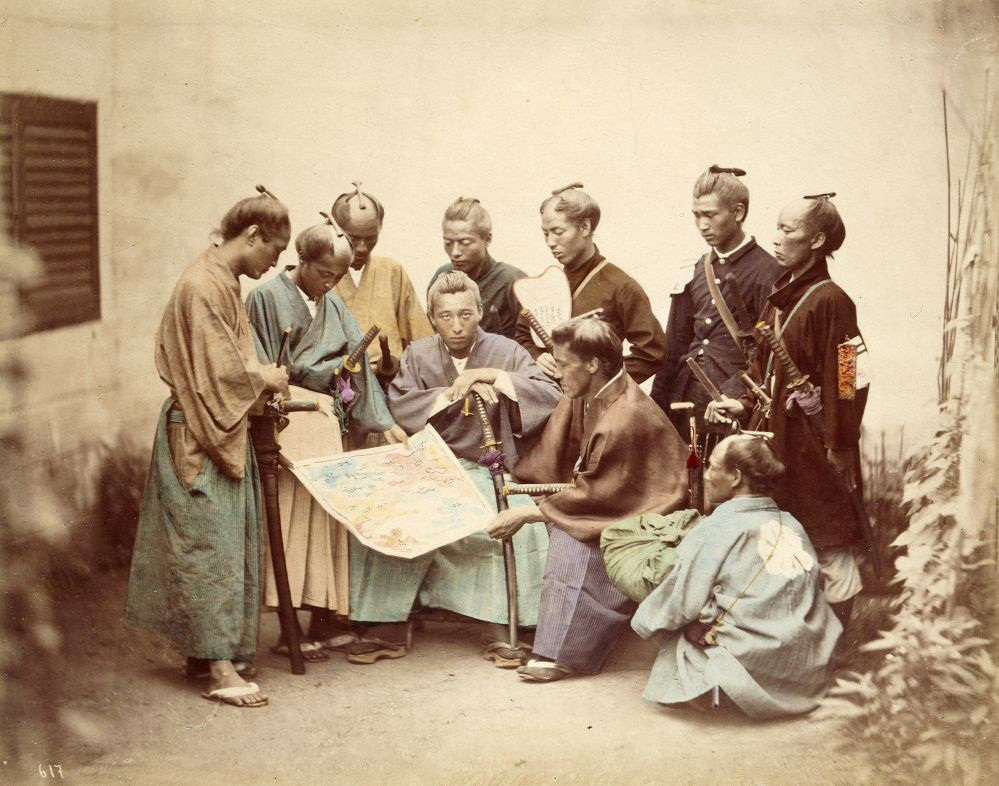
Одна з найвідоміших фотографій Фелікса Беато: Самураї з Сацума-хану у часи війни Босін. (1860-ті роки)

З 1869 по 1877 рік Фелікс Беато вже без Віргмана працював у студії в Йокогамі «Ф. Беато & Ко., фотографи» з асистентом Г. Вулеттом, чотирма японськими фотографами і чотирма японськими художниками. Кусакабе Кімбо, можливо, був одним з художників-асистентів Беато, перед тим як став сам фотографом. Фелікс Беато фотографував з одним з перших японських фотографів Уено Хіромі, а також, можливо, навчав фотографії австрійського фотографа Раймунда фон Штільфріда.

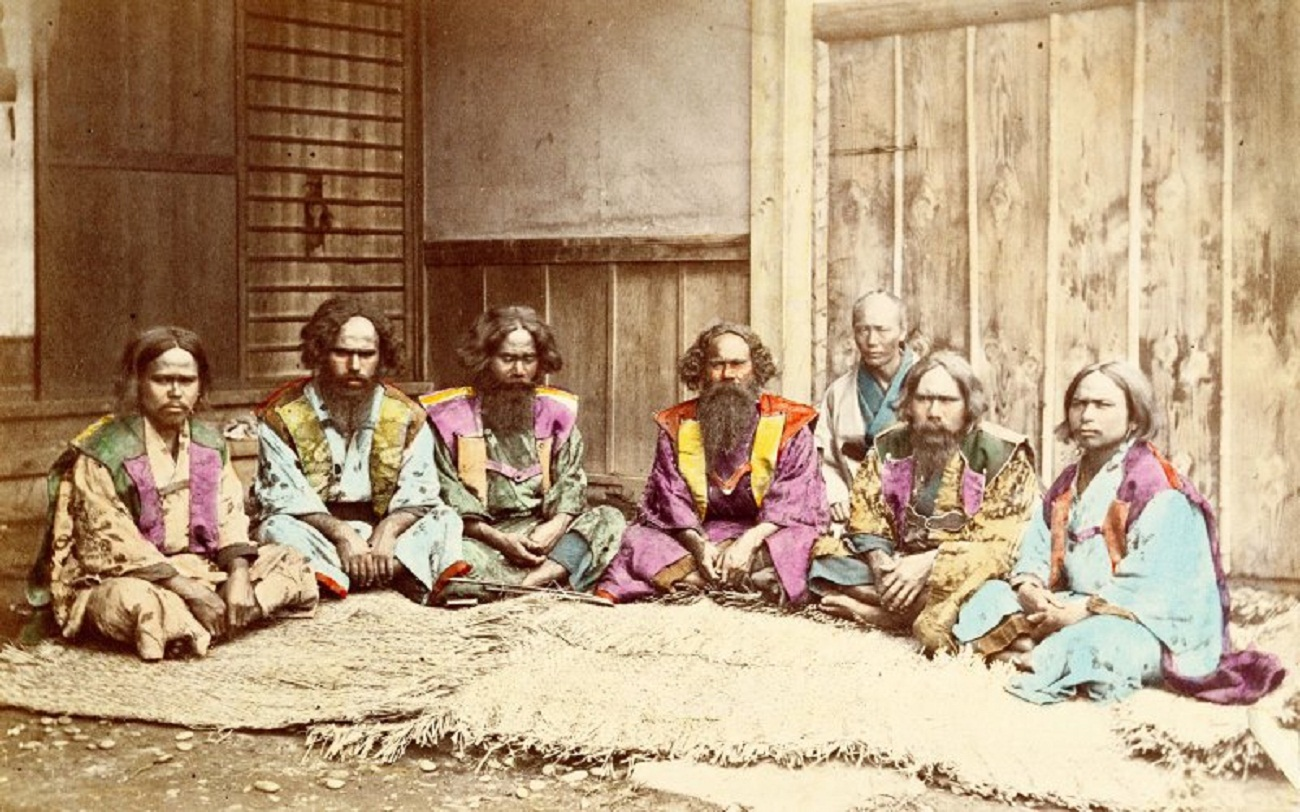
Група айнів. (1863 — початок 1870-тих років)

У 1871 році Беато служив офіційним фотографом морської експедиції США адмірала Роджерса до Кореї. Пейзажі, зняті Феліксом Беато в цій експедиції, є найпершими підтвердженими фотографіями Кореї та другими підтвердженими фотографіями її жителів. Першим же корейцем, якого зняли на фотоплівку, був корейський посол Лі Ий-ік, фото зробили 17 березня 1863 року у Пекіні.
Перебуваючи в Японії Фелікс Беато не обмежувався тільки фотографією, він також брав участь в декількох бізнес-проєктах. Він володів землею та кількома фотостудіями, був консультантом з питань власності, мав фінансовий інтерес в Йокогамському Гранд Готелі і був дилером імпортних килимів та жіночих сумок. Кілька разів він з'являвся в суді у різних якостях. 6 серпня 1873 року Фелікс Беато був призначений Генеральним консулом Греції в Японії.
У 1877 році, Фелікс Беато продав велику частину своїх творів фірмі Стілфрід і Андерсен, які незабаром переїхали до його студії. У свою чергу, Стілфрід і Андерсен продали роботи італійському фотографу Адольфо Фарсарі в 1885 році. Після цієї угоди Беато відійшов від фотографії на декілька років, зосереджуючись на інших видах діяльності, фінансових спекуляціях і торгівлі. 29 листопада 1884 року Фелікс Беато покинув Японію і прибув в Порт-Саїд, Єгипет. У японських газетах було написано, що він втратив всі свої гроші на йокогамській срібній біржі.
Крім копіювання численних знімків життєвих сценок і жанрових портретів, привезених ним з Японії, Беато освоїв техніку кольорового друку, тобто техніку розфарбовування готових зображень. Фелікс Беато робив об'ємні панорами, наприклад, панорама Петанга, довжина якої, практично без швів, становила 2,5 метра.

## Останні роки

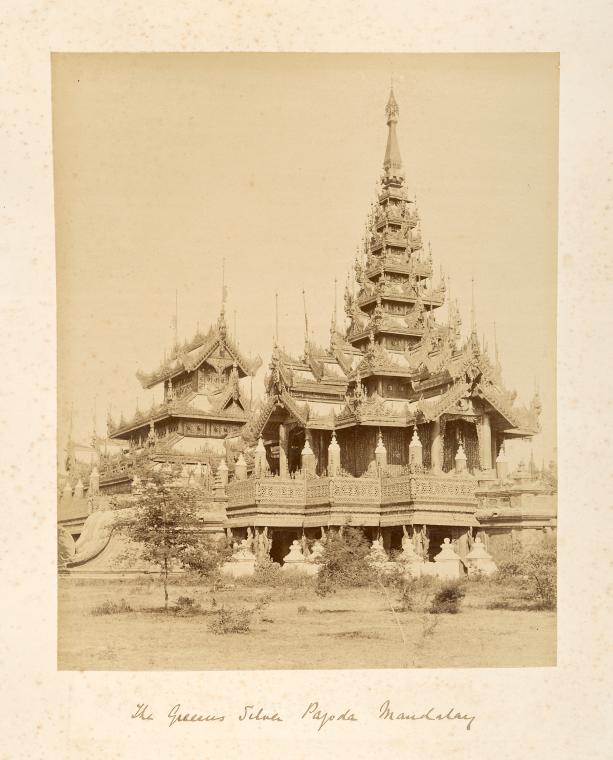
Срібна погода Королеви у Мандалаї. (1889 рік)

З 1884 по 1885 роки Беато був офіційним фотографом експедиційних сил барона Гарнета Вулзлі, які відправили у Хартум до Судану для допомоги генералу Чарльзу Гордону. Жодна з фотографій, зроблених Феліксом Беато в Судані, не збереглася.
У 1886 році він викладав мистецтво фотографії в «Лондонському і провінційному фотографічному товаристві», проте вже в 1888 році знову виїхав в Азію, цього разу в Британську Бірму. 1896 року відкрив фотостудію, меблевий і антикварний бізнес в місті Мандалай, з відділеннями в Янгоні. Відомі принаймні 2 колекції його робіт у Бірмі.
Про останні роки життя Фелікса Беато практично нічого не відомо. Ймовірно, після 1899 року він вже не фотографував, проте його фірма «Беато Лтд.» існувала аж до 1907 року, коли стала банкрутом.
Як зазначено в знайденому у 2009 році свідоцтві про смерть, Беато переїхав до Італії і помер 29 січня 1909 року у Флоренції. Згідно з цим документом, фотограф помер неодруженим.

## Внесок до світової спадщини
Найбільший внесок Фелікса Беато полягає у тому, що за допомогою його фоторепортажів європейці отримали можливість дізнатися про життя людей абсолютно іншої культури, інших країн та континентів, дізнатися що відбувалося у світі, а сучасне людство має наочне уявлення про звичаї і традиції своїх предків.
Фелікс Беато вплинув на ціле покоління фотографів, з якими працював сам, або які бачили його роботи, як приклад можна перерахувати наступних: Джеймс Робертсон, Кусакабе Кімбо, Хьюго Крафт, Раймунд фон Штільфрід, Адольфо Фарсарі та інші.
Беато, незважаючи на недосконале обладнання, отримував дуже якісне зображення на фотографіях, що передає настрій, стиль, а також світогляд автора. Автор приділяв увагу правильному освітленню, розташуванню об'єктів та людей. Фелікс Беато часто фотографував місцеве населення таким чином, щоб показати архітектурні або топографічні особливості, тому іноді люди (або інші об'єкти у русі) виходили розмитими або напівпрозорими. Така розмитість взагалі характерна для фотографій XIX століття.
В основному фотограф працював з альбуміновим срібним друком, зробленим по скляних негативах, виготовлених за колодіонним процесом. Беато один з перших освоїв і застосовував техніку кольорового друку та тонування. Фелікс Беато також один з перших став знімати панорами, де досяг високої для того часу якості, панорами виходили практично без швів та стиків.
Зараз його фотографії знаходяться в дуже багатьох приватних колекціях, оскільки вони передруковувалися як самим автором, так і новими власниками для подальшого продажу. Його роботи представлені в таких відомих музеях як: Національна галерея Шотландії, Музей Гетті, Музей д'Орсе, Національна Галерея Вікторії, Музей Вікторії та Альберта, Музей мистецтв Клівленда, Музей Людвіга, Російський державний архів кінофотодокументів.